# Schistostege infumata
Schistostege infumata är en fjärilsart som beskrevs av Thierry-mieg 1910. Schistostege infumata ingår i släktet Schistostege och familjen mätare. Inga underarter finns listade.